# Sullivan County, Pennsylvania
Sullivan County är ett administrativt område i delstaten Pennsylvania i USA, med 6 428 invånare. Den administrativa huvudorten (county seat) är Laporte.

## Politik
Sullivan County tenderar att rösta på republikanerna i politiska val.
Republikanernas kandidat har vunnit rösterna i countyt i samtliga presidentval sedan valet 1936, utom valet 1964 då demokraternas kandidat vann countyt. I valet 2016 vann republikanernas kandidat med 72,7 procent av rösterna mot 23,8 för demokraternas kandidat.

## Geografi
Enligt United States Census Bureau har countyt en total area på 1 172 km². 1 166 km² av den arean är land och 6 km² är vatten.

### Angränsande countyn
- Bradford County - nord
- Wyoming County - öst
- Luzerne County - sydost
- Columbia County - syd
- Lycoming County - väst